# Gianantonio Capizucchi
Gianantonio Capizucchi (Roma, 24 de outubro de 1515 - Roma, 28 de janeiro de 1569) foi um cardeal do século XVII

## Biografia
Nasceu em uma antiga família nobre romana que se distinguiu ao serviço da Igreja e do exército. Filho de Cristoforo Capizucchi e Lavínia Castellana. Seu primeiro nome também está listado como Giovanni Antonio; e seu sobrenome como Capisucco; como Capisucchi; e como Capizzuchi. Outros cardeais da família foram Gianroberto Capizucchi (1088); Roberto Capizucchi (1097); Pietro Capizucchi (1122); Gian Roberto Capizucchi (1126); e Raimondo Capizucchi, OP (1681). Ele também era parente dos cardeais Girolamo Recanati Capodiferro (1544) e Fabio Mignanelli (1551). Sobrinho de Monsenhor Paolo Capizucchi, que ocupou cargos importantes durante os pontificados dos Papas Leão X, Adriano VI, Clemente VII e Paulo III.
Empreendeu a carreira eclesiástica sob a orientação e com o apoio de seu tio Monsenhor Paolo e obteve o doutorado in utroque iure, tanto em direito canônico quanto em direito civil.
Clérigo romano. Devido à renúncia de seu tio, que reservava as anuidades, Capizucchi obteve em 7 de fevereiro de 1535 o canonismo na basílica de São Pedro. A morte de monsenhor Paolo em 1539 marcou um retrocesso na carreira de seu sobrinho, que aparece apenas na década seguinte como referendário dos Tribunais da Assinatura Apostólica de Justiça e da Graça. Nomeado auditor de causas da Rota do Palácio Apostólico em 1 de junho de 1549; ocupou o cargo até 24 de janeiro de 1556.
Criado cardeal-presbítero no consistório de 20 de dezembro de 1555; recebeu o gorro vermelho e o título de S. Pancrazio, em 13 de janeiro de 1556. No outono de 1556, foi nomeado membro do Tribunal da Inquisição; além disso, foi nomeado membro da Comissão Cardinalícia encarregada de examinar o projeto de reorganização das províncias eclesiásticas holandesas apresentado pelo rei Felipe II da Espanha.
Eleito bispo de Lodi em 5 de julho de 1557. Consagrado em 21 de dezembro do mesmo ano, Roma, por Giovanni Giacomo Barba, bispo de Terni, sacristão papal, coadjuvado por Cesare Cybo, arcebispo de Turim, e por Ferdinando Pandolfini, bispo de Troia. Devido às hostilidades entre a Espanha e o Papado, a bula de nomeação não obteve o consentimento do rei Felipe II; Cardeal Capizucchi não pôde residir na diocese antes de 13 de abril de 1563. O Papa Paulo IV nomeou-o governador perpétuo, com o título de legado apostólico, de Castel di Gualdo di Nocera. Participou do conclave de 1559, que elegeu o Papa Pio IV; devido a uma doença grave, teve que se ausentar durante o mês de outubro de 1559.
Durante seu episcopado, houve um grande impulso inovador na diocese que instituiu em 1560 a escola de doutrina cristã para crianças de ambos os sexos; os capuchinhos e jesuítas foram introduzidos; Capizucchi repetidamente insistiu nas disposições dos decretos tridentinos sobre a reforma moral do clero e do povo; e realizou uma visita pastoral à diocese. Optou pelo título de S. Croce in Gerusalemme em 6 de julho de 1562. Em 28 de setembro de 1564, foi chamado a Roma pelo Papa Pio IV a pedido de seu sobrinho, o cardeal Carlo Borromeo, sob a acusação de levar uma vida um tanto licenciosa, que era mais típico de um cavaleiro do que de um bispo. Por causa de árduas tarefas na Cúria Romana, não pôde participar do conselho provincial celebrado em Milão pelo cardeal Borromeo, arcebispo daquela sede, entre 10 de outubro e 3 de novembro de 1565; foi representado pelo Vigário Giovanni Francesco Alberici. Optou pelo título de S. Clemente, a 7 de novembro de 1565. Participou no conclave de 1565-1566, que elegeu o Papa Pio V. O novo papa teve o Cardeal Capizucchi entre seus conselheiros e deu-lhe, como havia feito o Papa Paulo IV, hospedagem no Palácio Apostólico. Foi nomeado membro da comissão de cardeais encarregada de examinar o problema do celibato clerical que o Concílio de Trento havia deixado sem solução e que o imperador Maximiliano II havia insistentemente solicitado ao pontífice uma solução. Em 1566, com o cardeal Giovanni Morone, frustrou as aspirações de Ernesto da Baviera, que desejava que a diocese de Freising fosse entregue a seu pai. Camerlengo do Sacro Colégio dos Cardeais, 13 de janeiro de 1567 a 14 de janeiro de 1568. Prefeito do Tribunal da Assinatura Apostólica da Graça, 1º de dezembro de 1568. Membro da Suprema Sagrada Congregação do Santo Ofício..
O Cardeal Gianantonio Capizucchi morreu em Roma em 28 de janeiro de 1569 e foi sepultado em sua igreja titular.